# Jean Mermoz

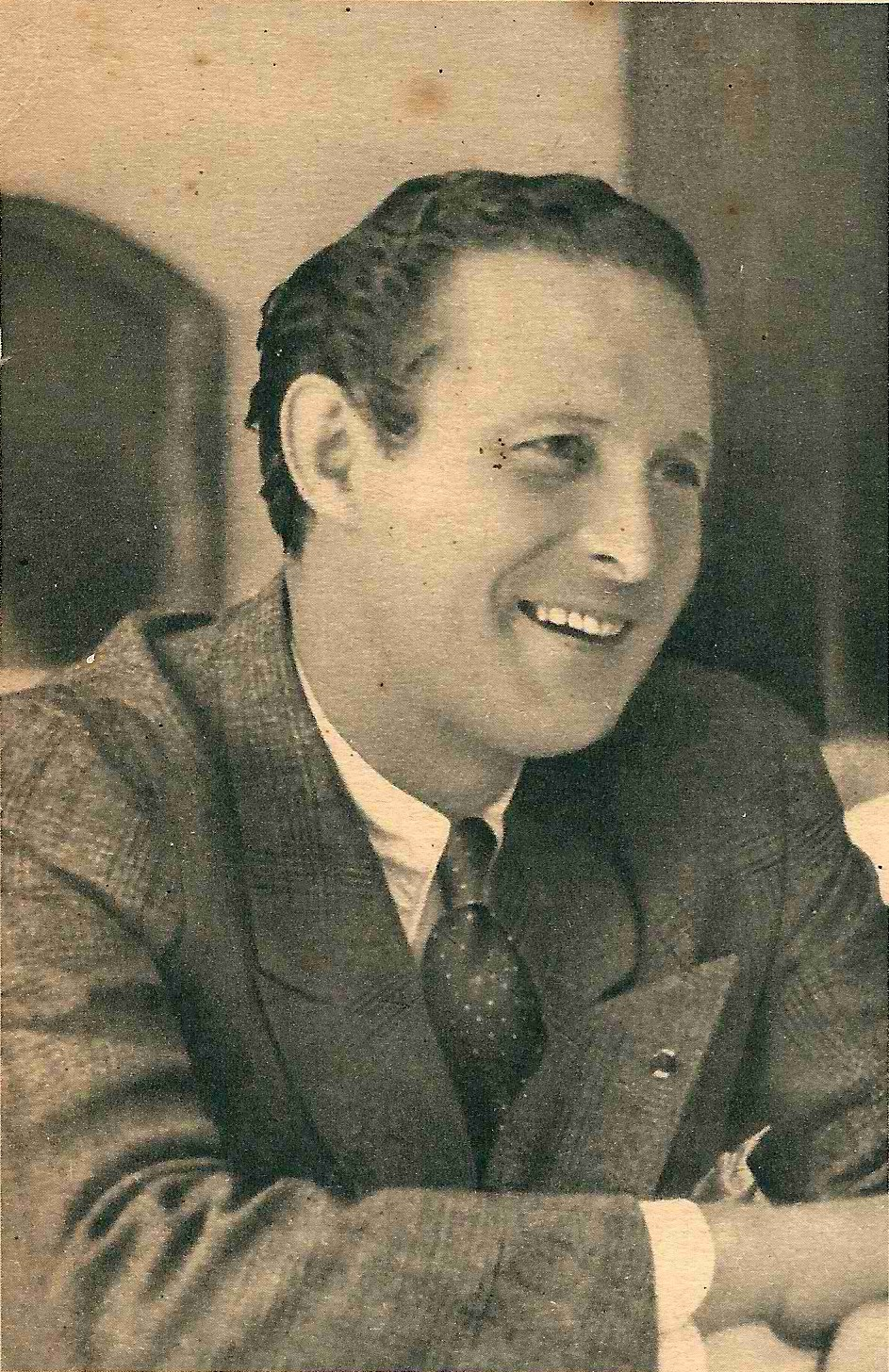
Jean Mermoz.

Jean Mermoz (Aubenton, 9 dicembre 1901 – Oceano Atlantico, 7 dicembre 1936) è stato un aviatore francese, ricordato come eroe in Argentina ed in Francia, dove a lui sono dedicate numerose scuole.

## Primi anni
Mermoz era un amante della poesia. Ammirava inoltre la scultura e le altre forme d'arte. Quelli che l'hanno conosciuto in quegli anni lo descrivono come un adolescente timido e pacifico. Si interessava anche di letteratura, ma rinunciò a qualsiasi potenziale carriera letteraria per diventare pilota. Nel 1919, si diplomò.
Nel 1920, conobbe Max Delty, un insegnante che fomentò il suo interesse per l'aviazione. Nell'aprile 1921, volò come pilota per la prima volta.

## I primi voli e la nascita della "Linea"
Mermoz, la cui infanzia era stata marcata profondamente dalla prima guerra mondiale, si arruolò nel 1922 nell'Armée de l'air, cioè l'aeronautica francese, venendo assegnato come pilota all'11º reggimento di stanza in Siria. Nel 1924, ritornò in Francia, con la fama di miglior pilota francese della regione. Venne quindi trasferito a Tolosa. Successivamente, Mermoz sarebbe diventato pilota postale, all'interno della compagnia di Latécoère, nonostante avesse quasi fallito l'esame di ammissione alla compagnia, eseguendo pericolose acrobazie per impressionare il commissario d'esame. (Di questi, Didier Daurat è rimasto celebre il commento: "Non abbiamo bisogno di acrobati qui, ma di piloti d'autobus!"). Perciò egli fece un normale, ma impeccabile, volo e fu assunto. E fu lì che Mermoz conobbe Antoine de Saint-Exupéry. Per la  Compagnie Générale Aéropostale, Mermoz viaggiò fino in Marocco, Senegal e altri paesi africani.
Nel 1926, a causa di un guasto al motore, Mermoz fu costretto ad atterrare nel Sahara. Venne preso in ostaggio dai ribelli Tuareg, ma in seguito al pagamento del riscatto venne rilasciato.

## Gli anni d'oro
Nel 1927, Latécoère iniziò a costruire in proprio gli aerei, in sostituzione degli ormai obsoleti Breguet 14, risalenti ancora alla guerra. Il Latécoère 25, (o "Laté 25") e, più tardi, il Latécoère 26 ed il Latécoère 28 si dimostrarono essere estremamente efficienti sulle rotte dal Marocco al Senegal, che Mermoz stesso percorse innumerevoli volte.
Ma l'Africa era solo l'inizio: l'ambizioso progetto di Latécoère era creare una linea aerea diretta tra Francia e Sud America. Nel 1929, divenne evidente che sarebbe stato economicamente vitale per la Francia stabilire una linea aerea commerciale per il Sud America, perciò Mermoz e altri aprirono la strada sulle Ande. Malgrado Mermoz avesse trovato durissime condizioni di volo, la sua determinazione gli permise di raggiungere il Pacifico e compiere molte fermate , raggiungendo Santiago, in Cile. Per risparmiare tempo, in quanto Capo Progetto, Mermoz decise di far volare gli aerei anche di notte usando segnali luminosi. Questa decisione fu presa all'inizio con riluttanza a causa dei rischi e della scarsa tecnologia dell'epoca, ma col tempo si rivelò un successo. Tuttavia, nonostante i grandi passi in avanti, non fu ancora possibile creare la tanto agognata linea transatlantica, lasciando ancora alle navi il dominio sul mare.
Una volta compiuto il volo da Saint-Louis, in Senegal, a Natal, in Brasile, fra il 12 ed il 13 maggio 1930, la linea fu finalmente pronta. Sfortunatamente, il Laté 28 modificato "Comte-de-la-Vaulx" non era sufficientemente affidabile e precipitò durante il volo di ritorno. Mermoz, tuttavia, i suoi due compagni e la posta furono salvati, ma l'aereo affondò durante il tentativo per rimorchiarlo.
Nel 1933, Mermoz fu nominato ispettore generale da Air France. Lo stesso anno tornò in Argentina, dove lui e Antoine de Saint-Exupéry divennero importanti personaggi nel primo embrione delle Aerolíneas Argentinas, per la quale sia Mermoz che Saint-Exupéry compirono svariati pericolosi voli. Entrambi sono considerati come due degli uomini più importanti nella storia dell'aviazione commerciale argentina. Dal 1934 al 1936, compie spedizioni private su Latécoère 300. Nel 1935, prova anche i britannici de Havilland DH.88 Comet.

## La scomparsa nel mare

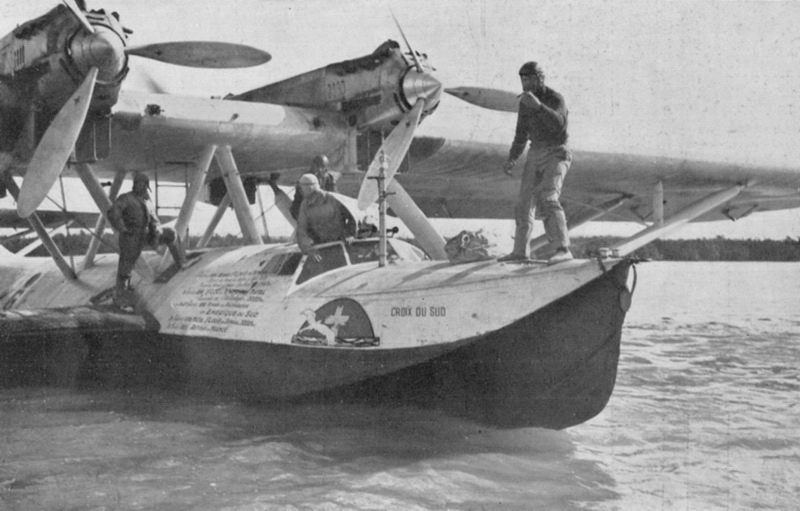
Il Latécoère 300 "Croix-du-Sud"

Il 7 dicembre, 1936, ritornò alla base, dopo essere appena partito per una traversata atlantica, a causa di un guasto al motore del suo Latécoère 300 "Croix du Sud" ("Croce del Sud"). Quando si rese conto che non c'erano aerei sostitutivi, riprese il volo con lo stesso aereo, dopo una rapida riparazione, insistendo di voler consegnare la posta in orario (le sue ultime parole prima di mettere piede sul Laté furono: "Svelti, non perdiamo altro tempo")
Quattro ore dopo, la stazione radio ricevette un breve messaggio, in cui Mermoz dichiarava di dover spegnere il motore di tribordo. Il messaggio si interrompeva bruscamente. Non furono ricevuti altri messaggi. Né il Laté 300 né i membri dell'equipaggio furono mai ritrovati.
Si presume che il motore, che avevano provato a riparare prima della partenza, avesse perso l'elica a metà del volo, e che questa avesse danneggiato gravemente la struttura dell'aereo o addirittura l'avesse tagliata completamente, privando così il velivolo della coda e provocando uno schianto immediato. (Henri Guillaumet, un pilota compagno di Mermoz, aveva incontrato lo stesso problema qualche mese prima, ma dato che il suo motore era a prua, la velocità era stata sufficiente a mantenere l'elica a posto fino all'atterraggio).

### Un volo impossibile
La sua scomparsa può apparire ancora più tragica se si pensa che Mermoz stesso era estremamente critico riguardo alla qualità costruttiva degli aerei, sia per i materiali che per il design. All'epoca, infatti, era all'ordine del giorno che si presentasse un guasto in volo tanto che era considerato raro compiere una missione aerea senza alcun problema. Mermoz disse: "Chiedetemi di pilotare qualsiasi cosa, anche una carriola, ma a una condizione: siate sicuri che sia solida".
Infatti, il Latécoère 301 F-AOIK "Ville-de-Buenos-Aires", uno sviluppo del 300, era caduto otto mesi prima del suo, causando la morte, fra gli altri, del suo meccanico ed amico, Collenot. Pare che i complicati motori Hispano-Suiza 12N potessero essere la causa di entrambi gli incidenti. Per questo furono sostituiti da motori meno attuali ma più affidabili. Il suo messaggio fu ascoltato ma troppo tardi.

## Tributi
Un liceo francese a Buenos Aires è stato intitolato a Mermoz. Questa scuola bilingue è una delle più prestigiose dell'Argentina e si trova all'incrocio delle strade Ramsay e Juramento a Belgrano.
A Mermoz e ai suoi compagni è stata dedicata, in Francia, una emissione di due francobolli (22 aprile 1937).
Nel 1953 Louis Cuny ha diretto il film Mermoz, incentrato sulla vita dell'aviatore.
Una scuola di volo fondata nel 1957 porta il suo nome : Institut aéronautique Jean Mermoz.

## Gli aerei di Mermoz
- Latécoère 25, F-AIEH
- Latécoère 28 hydro, "Comte-de-la-Vaulx" F-AJNQ
- CAMS 56, F-ALCG
- Couzinet 70, "Arc-en-Ciel", F-AMBV
- Latécoère 300, "Croix-du-Sud", F-AKGF

## Laté 300 "Croix du Sud", dettagli aggiuntivi
- matricola: F-AKGF
- dimensioni: 26,2 m x 44,2 m x 6,5 m
- motori: 4× Hispano-Suiza 12Ner, 12 cilindri a V raffreddati a liquido, 650 CV (478 kW) ciascuno
- velocità di crociera: 160 km/h
- peso: 11,3 ton
- raggio d'azione: 4 800 km

equipaggio il 12 lug 1936:
- Jean Mermoz, Pilota
- Alexandre Pichodou, Copilota
- Henri Ezan, Navigatore
- Edgar Cruveilher, Addetto alla Radio
- Jean Lavidalie, Meccanico